# Stéphane de Bissy
Pour les articles homonymes, voir Bissy.
 (novembre 2018).
Si vous disposez d'ouvrages ou d'articles de référence ou si vous connaissez des sites web de qualité traitant du thème abordé ici, merci de compléter l'article en donnant les références utiles à sa vérifiabilité et en les liant à la section « Notes et références ».
Stéphane de Bissy est un officier et pilote français, pionnier de l'aviation militaire. Né le 27 mars 1891 à Villeherviers dans le Loir-et-Cher (France) et décédé le 2 octobre 1976 à Rekem dans le Limbourg (Belgique).

## Biographie

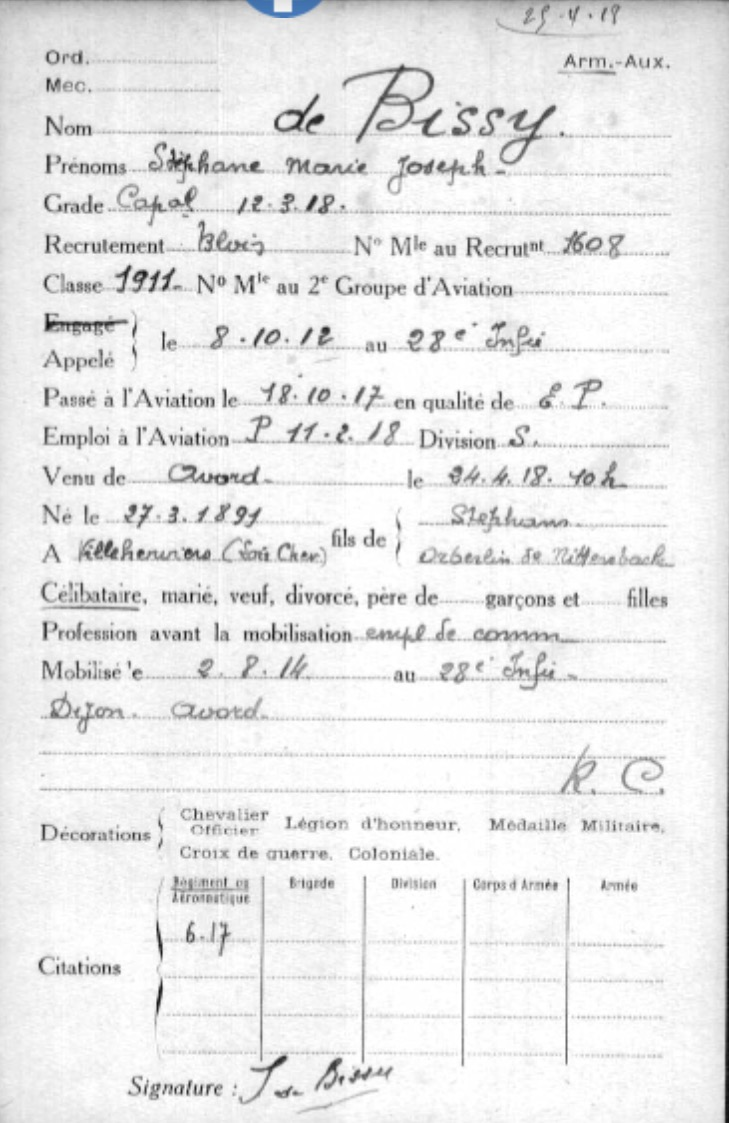
Stéphane de Bissy est réaffcecté à l'aviation à la fin de sa convalescence en 1917.

### Jeunesse
Stéphane nait en Sologne, berceau familial, le 27 mars 1891 à Villeherviers. Son père est Stéphano de Bissy et sa mère Marie-Thérèse d'Oberlin de Mittersbach, petite fille du baron Eugène Valentin Oberlin De Mittersbach, maire de Villeherviers, député de Loir-et-Cher et Pair de France.
Il grandit dans une famille aristocratique catholique légitimiste. À la suite de la Loi de séparation des Églises et de l'État de 1905, il est donc  envoyé en Belgique pour réaliser ses études au château d'Antoing. Il y rencontre, comme lycéen, le Général de Gaulle qui, pour les mêmes raisons, est pensionnaire chez les jésuites belges.
Passionné de courses automobiles, il devient un des premiers pilotes officiels Alfa-Romeo et participe aux, premiers rallyes Paris-Monte-Carlo avant le début de la Grande Guerre.

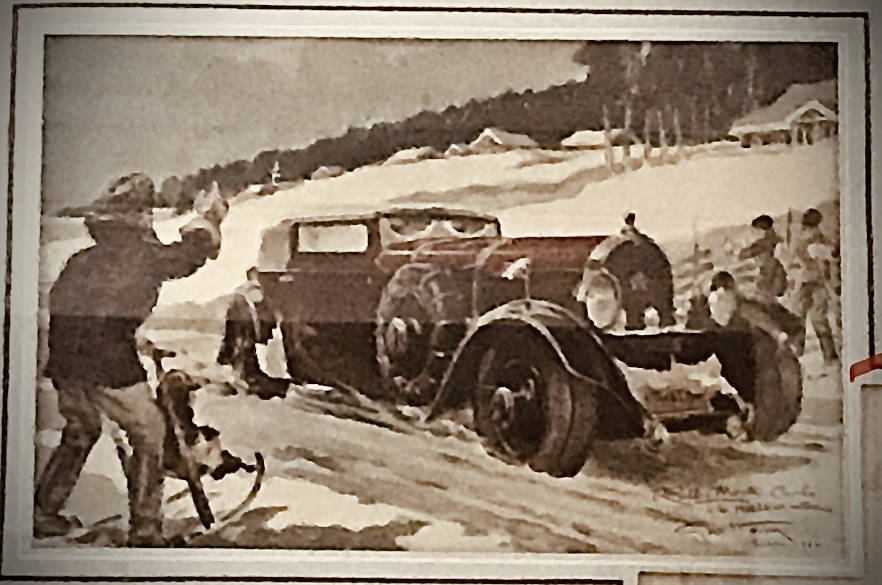
Stéphane de Bissy sur le Monte-Carlo 1925.

### Première Guerre Mondiale
Stéphane de Bissy est mobilisé le 2 août 1914 au sein du 113e régiment d'infanterie de Romorantin avec son frère cadet Urbain. Blessé dès les premiers jours de guerre, le 22 août 1914, à terrible bataille de Signeulx, il soigné pendant de longs mois par une jeune infirmière belge de la Croix-Rouge, Germaine Moreau de Bellaing, qu'il épousera après la guerre.
Sa blessure à l'estomac l'empêche de retourner dans l'infanterie, mais ses qualités de pilote de course, à un moment où l'aviation se développe, lui permettent de continuer la guerre comme pilote d'un Caudron III-G. Il réalisera de nombreuses missions de reconnaissance dans le nord de la France avant d'être abattu par l'ennemi au printemps 1918.
Fait prisonnier, il terminera la fin de la guerre comme prisonnier en Allemagne.
Son frère urbain est lui mort pour la France en Argonne au ravin des Meurissons le 7 janvier 1915. Très proche de son jeune frère, Stéphane ne se remettra jamais de sa perte qui le marquera très profondément toute sa vie.

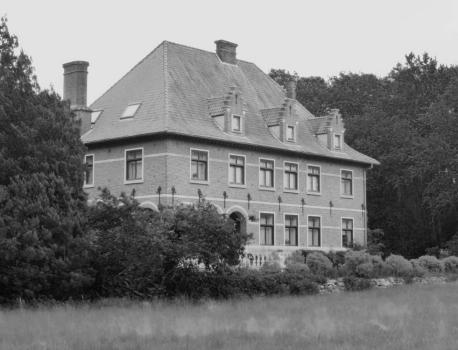
La Clairière en 1944.

### Entre-deux guerres
Il a quatre enfants avec Germaine Moreau de Bellaing : Étienne (1920), Marguerite (1922), Monique (1923) et Gaëtan (1926). La famille s'installe  à Rekem à la frontière belgo-néerlandaise (à 9 km de Maastricht). Elle y a acheté une propriété importante, La Clairière, après vendue Le Portail en Sologne.

### Deuxième Guerre Mondiale

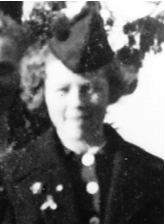
Monique de Bissy à la Libération (août 1944)

Étienne est fait prisonnier de guerre par les allemands alors qu'il a été intégré à l'armée française. 
De son côté, face à l'avancée des troupes allemandes, Stéphane fuit en France avec le reste de la famille dès les premiers jours de combats. Après un périple de deux semaines marqué par les attaques de stukas et les privations, la famille arrive à Saintes où elle est logée par des amis. Elle y restera jusqu'à la signature de l'armistice du 22 juin. Le retour en Belgique a lieu en septembre 1940.
En juin 1941, Marguerite et Monique intègre le réseau de Résistance Comète créée par leur amie Andrée de Jongh. Toutes les deux engagées comme infirmière de la Croix-Rouge, elles servent de courrier. La Clairière abrite les pilotes alliés dont l'avion a été abattu par l'ennemi. Au total une vingtaine passent par la propriété familiale où ils sont cachés dans les bois avant l’organisation de leur voyage vers l'Espagne. En octobre 1942, le fiancé de Marguerite, son père et son frère, sont arrêtés comme résistants à Bruxelles alors qu'une réunion y était organisée. Marguerite et Monique n’échappent à l'opération de police de la SS que sur un concours de circonstance : leur train devant les emmener à Bruxelles accusait une quinzaine de minutes de retard.
En avril 1944, Monique est arrêtée sur dénonciation à La Clairière. Elle est incarcérée dans la prison de la Sicherheitspolizei (SIPO) de Maastricht aux Pays-Bas où elle subit de nombreux interrogatoires. 
La fin de la guerre voit la libération par l'armée canadienne de Monique en août 1944 après quatre mois de détention, le retour d’Étienne au printemps 1945 et du fiancé de Marguerite quelques semaines plus tard ; son père et son frère ont été assassinés au camp de concentration de Dachau.

### Après-guerres
Stéphane décède à Rekem à l’âge de 85 ans à la suite d'un cancer de l'estomac vraisemblablement du aux séquelles de sa blessure reçue durant l'été 1914.

## Décorations
- Croix de Guerre 14-18.